# Pseudhymenochirus merlini
Pseudhymenochirus merlini é uma espécie de anfíbio da família Pipidae. É a única espécie do género Pseudhymenochirus.
Pode ser encontrada nos seguintes países: Guiné, Guiné-Bissau e Serra Leoa.
Os seus habitats naturais são: florestas subtropicais ou tropicais húmidas de baixa altitude, rios, marismas de água doce e marismas intermitentes de água doce.